# Georg Bernhard Bilfinger

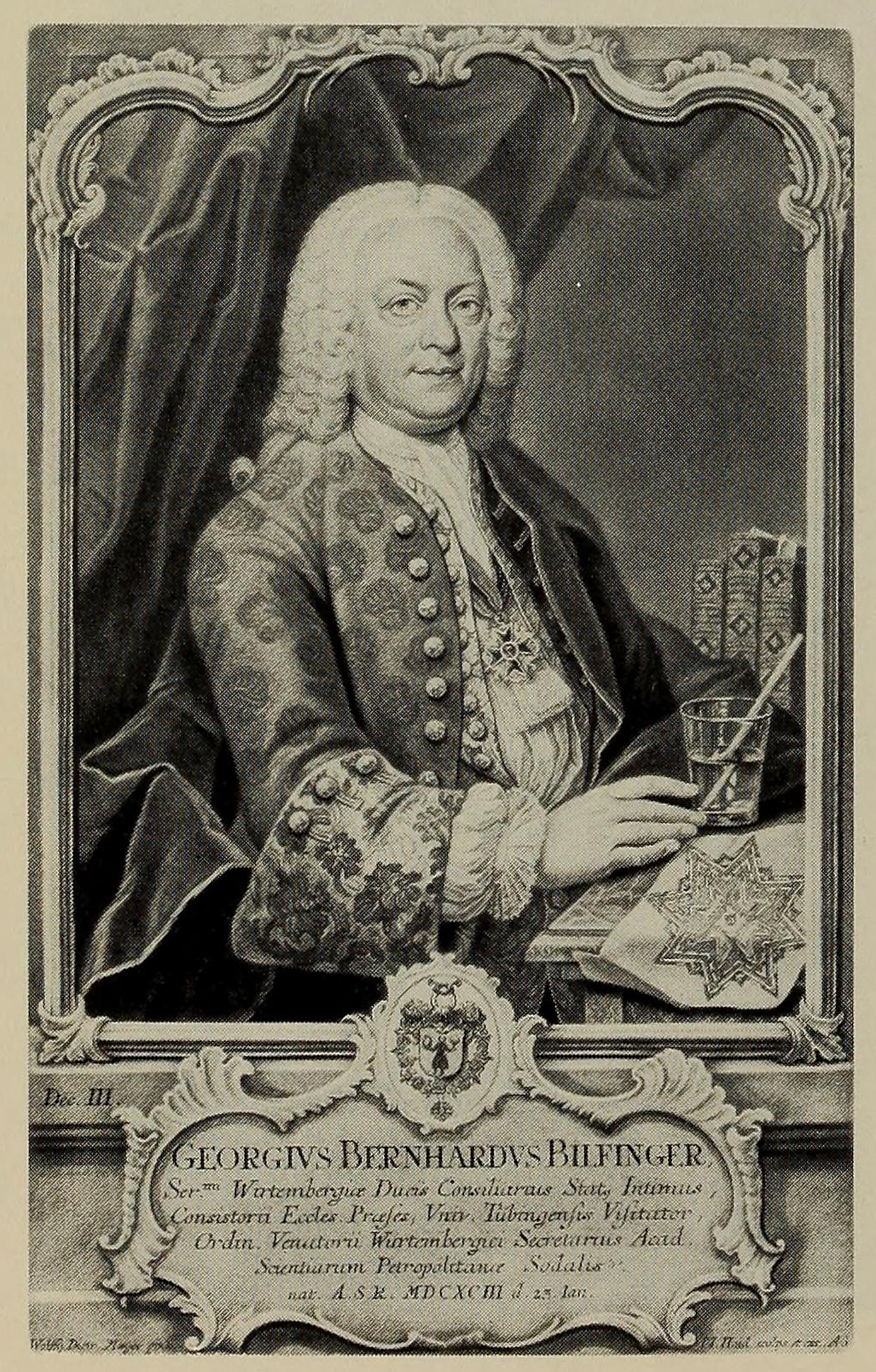
Georg Bernhard Bilfinger, Schabkunst von Johann Jacob Haid nach einem Ölgemälde von Wolfgang Dietrich Majer

Georg Bernhard Bilfinger (* 23. Januar 1693 in Cannstatt; † 18. Februar 1750 in Stuttgart) war ein württembergischer Philosoph, Baumeister, Mathematiker und Theologe.

## Herkunft und Studium
Georg Bilfinger stammte aus einer Akademikerfamilie, sein Vater Johann Wendelin Bilfinger war Dekan in Cannstatt, später evangelischer Abt, seine Mutter Anna Kunigunde Bilfinger war Tochter des Hauptpredigers von Worms. Georg Bilfinger galt als handwerklich sehr begabt, folgte jedoch der Familientradition und wurde Gelehrter. Er besuchte die Klosterschulen in Blaubeuren und Bebenhausen und studierte ab 1709 im Tübinger Stift. 
Bereits im Grundstudium interessierte sich Bilfinger für Mathematik, Geometrie, Pyrotechnik und Festungsbau. Die mathematischen Wissenschaften vertrat in Tübingen damals Johann Conrad Creiling, der auch im Festungsbau kompetent war. 
Nach dem Examen wurde Bilfinger Vikar in Blaubeuren, danach Vikar in Bebenhausen, Schlossprediger in Tübingen und schließlich, im Jahr 1715, Stiftsrepräsentant, der ergänzende Lehrveranstaltungen abhielt. Bilfinger war nicht verheiratet.
Nach Tübingen zurückgekehrt, wurde Bilfinger 1721 außerordentlicher Professor (ohne Gehalt) der Philosophie an der dortigen Universität. 1724 kam dazu eine Professur für Moralphilosophie und Mathematische Wissenschaften an der „Hohen Fürsten-Schule zu Tübingen“, die auch Collegium Illustre genannt wird. Dies war eine Art Adeligenkolleg, das in Tübingen neben der Universität bestand.

## Wirken
Als Philosoph vertrat Bilfinger die sogenannte Leibniz-Wolffsche Philosophie. Ein Grundproblem dieser Philosophie war das Verhältnis von Seele und Körper. Aufgelöst wurde das Problem durch die These von der prästabilierten Harmonie: Man stellte sich vor, dass Seele und Körper sich verhalten wie zwei exakt gleich gehende, aber unabhängige Uhren.
Im Jahr 1724 veröffentlichte Bilfinger die bis dahin umfassendste Gesamtdarstellung der chinesischen Philosophie mit dem Titel Specimen doctrinae veterum Sinarum (Charakteristik der Lehre der alten Chinesen). Dieses Werk hatte insofern höchste Brisanz, als es gerade die Bezugnahme auf die chinesische Philosophie war, die im November 1723 zur Vertreibung Wolffs aus Halle geführt hatte. Seine Rede über die praktische Philosophie der Chinesen (gehalten im Juni 1721) hatte in ganz Europa scharfen Protest ausgelöst. Wolff machte sich an die Arbeit, seine Rede mit einem ausführlichen Kommentar zu veröffentlichen, wobei er intensiv Bilfingers Werk studierte, um sich mit den Grundthemen konfuzianischen Denkens auseinanderzusetzen. Im Jahr 1725 veröffentlichte Bilfinger das Werk Dilucidationes philosophicae (Erhellungen der Philosophie), in dem er Wolffs Deutsche Metaphysik zu erklären und zu verteidigen suchte. Dieses Werk zeugt von einer kreativen Integration chinesischer Denkfiguren, mit denen er Wolffs Denken zu erhellen versuchte. Kurz nach der Publikation wurde Bilfinger seiner Stelle enthoben, da seine Integration chinesischen Denkens in Lehre und Forschung den Kollegen zu gefährlich wurde.
Durch Vermittlung von Christian Wolff erhielt Bilfinger im Jahr 1725 eine (Forschungs-)Professur an der neu gegründeten Akademie in Sankt Petersburg. In St. Petersburg vertrat Bilfinger verschiedene philosophische Fächer (Logik, Metaphysik, Moral) und Physik. Dort traf er auf etliche Landsleute. Eine Abhandlung Bilfingers über die Schwerkraft, es handelt sich um die Abhandlung De causa gravitatis physica generali disquisitio experimentalis ..., erhielt 1728 einen Preis der Pariser Akademie der Wissenschaften.
Herzog Eberhard Ludwig von Württemberg versuchte dann, Bilfinger nach Württemberg zurückzuholen. Die Russen ließen nach Ablauf der Fünfjahresfrist ihn in Ehren ziehen, versehen mit einer Jahresrente und mit der auswärtigen Ehrenmitgliedschaft in der Akademie. 1731 wurde Bilfinger ordentlicher Professor der Theologie in Tübingen und gleichzeitig Professor der mathematischen Wissenschaften am Collegium Illustre. 1734 erfolgte seine Berufung in den Geheimen Rat.
Beim Tod Carl Alexanders im Jahre 1737 war der Sohn und Nachfolger Herzog Carl Eugen noch minderjährig. Es wurde eine vormundschaftliche Regierung eingesetzt, deren wichtigstes Mitglied Georg Bernhard Bilfinger war, Prinz Carl Eugens bisheriger „Informator“, das heißt Erzieher und Lehrer. 1739 übernahm er noch den Posten eines Präses des Konsistoriums. Auch nach dem Regierungsantritt des neuen Herzogs Carl Eugens im Jahre 1744 blieb Bilfinger in seinen Ämtern und hatte weiterhin großen Einfluss auf die Regierungsgeschäfte.
Bilfinger konnte Württemberg aus dem österreichischen Erbfolgekrieg heraushalten. Er setzte sich für eine vorsichtige Anlehnung an Preußen ein und sorgte dafür, dass die herzoglichen Prinzen eine Zeit lang am Berliner Hof erzogen wurden. 1749 wurde er zum auswärtigen Mitglied der Preußischen Akademie der Wissenschaften gewählt.
Bilfinger verfasste und unterschrieb für Herzog Carl Friedrich das Pietismus-Reskript vom 10. Oktober 1743. Mit dem Pietismus-Reskript wurde den pietistischen Gemeinschaften ein bestimmter Freiraum in der Landeskirche zugestanden. Damit konnte der Pietismus innerhalb der Landeskirche wirken und sich entfalten. Darüber hinaus setzte sich Bilfinger auch für den Weinbau ein.

## Werke
- De harmonia animi et corporis humani, maxime praestabilita, ex mente illustris Leibnitii, commentatio hypothetica : accedunt solutiones difficultatum ab eruditissimis viris … Foucherio, Baylio, Lamio, Tourneminio, Newtono, Clarkio atque Stahlio motarum. Metzler, Frankfurt/Leipzig 1723. (Digitalisat)
- Dilucidationes de Deo, anima humana, mundo et generalioribus rerum affectibus. Cotta, Tübingen 1725. (Digitalisat) Editio Nova 1740, 1763, 1768.
- Elementa physices. Accedunt eiusdem meditationes mathematico-physicae in commentariis … cum disquistione de vampyris. Richter, Leipzig 1742. (Digitalisat)
- Varia in fasciculos collecta. Erhardt, Stuttgart 1743. (Digitalisat)
- Supplement aux maximes ordinaires de la fortification 1750
Aus dem Französischen ins Deutsche übersetzt von Andreas Böhm unter dem Titel: Zusätze zu den gewöhnlichen Maximen der Befestigungskunst. In: „Magazin für Ingenieur und Artilleristen“ / hrsg. von Andreas Böhm, Band 1, Gießen: Krieger, 1777, S. 1–26
- Nouveaux Projets de Fortification. 1741. (Digitalisat)
- Nouveau Project du Revetement d´une Forteresse. Tübingen 1751. (Digitalisat)
- Cittadelle Coupee 1756. (Digitalisat)